# Вет-Кемп (Аризона)
Вет-Кемп (англ. Wet Camp Village) — переписна місцевість (CDP) в США, в окрузі Пінал штату Аризона. Населення — 300 осіб (2020).

## Географія
Вет-Кемп розташований за координатами 33°8′29″ пн. ш. 111°54′2″ зх. д. / 33.14139° пн. ш. 111.90056° зх. д. (33.141360, -111.900450).  За даними Бюро перепису населення США в 2010 році переписна місцевість мала площу 11,40 км², уся площа — суходіл.

## Демографія
Згідно з переписом 2010 року, у переписній місцевості мешкало 229 осіб у 65 домогосподарствах у складі 45 родин. Густота населення становила 20 осіб/км².  Було 76 помешкань (7/км²).
Расовий склад населення:
| - 95,2 % — корінних американців - 2,2 % — білих - 0,4 % — вихідців з тихоокеанських островів |

До двох чи більше рас належало 2,2 %. Частка іспаномовних становила 12,7 % від усіх жителів.
За віковим діапазоном населення розподілялося таким чином: 28,8 % — особи молодші 18 років, 63,3 % — особи у віці 18—64 років, 7,9 % — особи у віці 65 років та старші. Медіана віку мешканця становила 33,1 року. На 100 осіб жіночої статі у переписній місцевості припадало 106,3 чоловіків;  на 100 жінок у віці від 18 років та старших — 98,8 чоловіків також старших 18 років.
Середній дохід на одне домашнє господарство  становив 41 736 доларів США (медіана — 32 031), а середній дохід на одну сім'ю — 41 462 долари (медіана — 32 031). За межею бідності перебувало 30,4 % осіб, у тому числі 14,0 % дітей у віці до 18 років та 36,8 % осіб у віці 65 років та старших.
Цивільне працевлаштоване населення становило 70 осіб. Основні галузі зайнятості: освіта, охорона здоров'я та соціальна допомога — 85,7 %, сільське господарство, лісництво, риболовля — 11,4 %, мистецтво, розваги та відпочинок — 2,9 %.